# Sebiș, Bistrița-Năsăud
Sebiș, mai demult Șebișul-de-sus (în dialectul săsesc Ewerst-Sches, în germană Oberschebesch, în maghiară Sajófelsősebes, Felsősebes, Sebes) este un sat în comuna Șieuț din județul Bistrița-Năsăud, Transilvania, România.

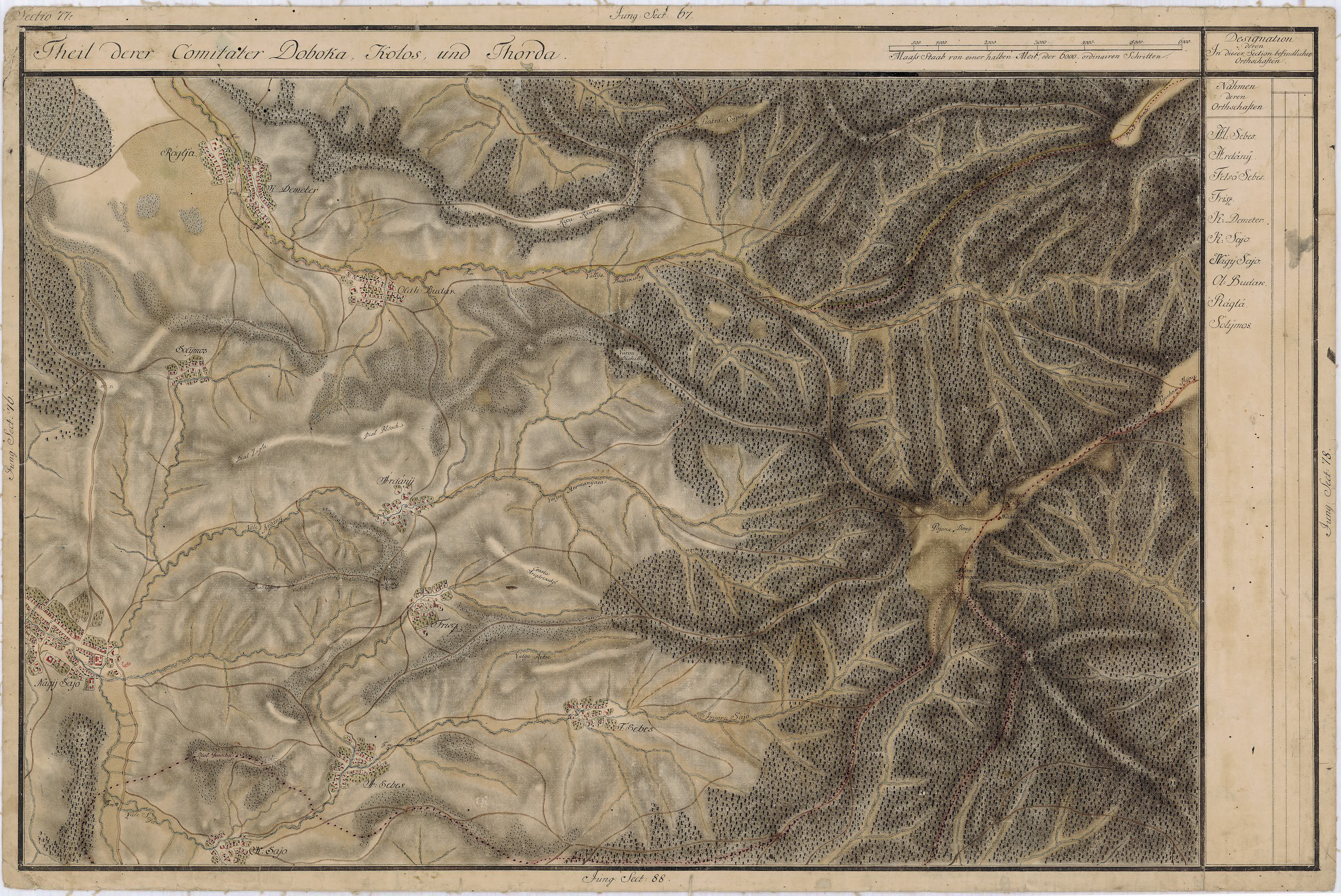
Sebiş în Harta Iosefină a Transilvaniei, 1769-73